# مسابقات جهانی تنیس روی میز ۱۹۷۳

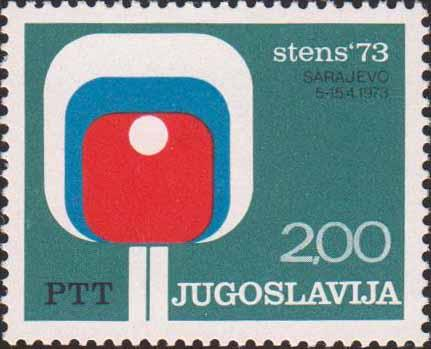
مسابقات جهانی تنیس روی میز ۱۹۷۳

مسابقات جهانی تنیس روی میز ۱۹۷۳ (انگلیسی: 1973 World Table Tennis Championships) سی و دومین دوره مسابقات جهانی تنیس روی میز است که در شهر سارایوو، یوگسلاوی برگزار شده است.
این مسابقات از ۵ تا ۱۵ آوریل ۱۹۷۳ در دو بخش تیمی و انفرادی انجام شده است.